# Bunchosia swartziana
Bunchosia swartziana är en tvåhjärtbladig växtart som beskrevs av August Heinrich Rudolf Grisebach. Bunchosia swartziana ingår i släktet Bunchosia och familjen Malpighiaceae. Inga underarter finns listade i Catalogue of Life.